# بادکنک‌ماهی نقش‌دار
بادکنک ماهی نقش دار (نام علمی: Arothron mappa) نام یک گونه از تیره بادکنک‌ماهیان است.